# Portmagee
Portmagee is een plaats met vissershaven in het Ierse graafschap County Kerry, gelegen op het schiereiland Iveragh. De Ierse naam An Caladh betekent het veer verwijzende naar de oversteekmogelijkheid naar Valentia. In de twintigste eeuw is er een brug aangelegd. De Engelse naam verwijst naar een beruchte smokkelaar uit de achttiende eeuw genaamd Theobald Magee.
Voor de kust liggen de twee eilanden van Skellig Michael. Beide zijn een vogelreservaat; op het grootste eiland bevinden zich de resten van een zesde-eeuws klooster.

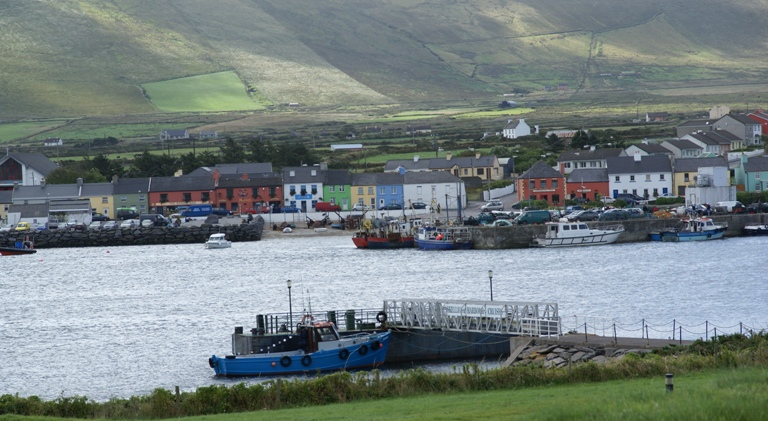
Haven van Portmagee gezien vanaf het eiland Valentia